# Kuschelina flavocyanea
Kuschelina flavocyanea är en skalbaggsart som först beskrevs av George Robert Crotch 1873.  Kuschelina flavocyanea ingår i släktet Kuschelina och familjen bladbaggar. Inga underarter finns listade i Catalogue of Life.